# Kotma
Kotma là một thành phố và khu đô thị của quận Shahdol thuộc bang Madhya Pradesh, Ấn Độ.

## Địa lý
Kotma có vị trí 23°12′B 81°58′Đ / 23,2°B 81,97°Đ Nó có độ cao trung bình là 517 mét (1696 feet).

## Nhân khẩu
Theo điều tra dân số năm 2001 của Ấn Độ, Kotma có dân số 28.484 người. Phái nam chiếm 53% tổng số dân và phái nữ chiếm 47%. Kotma có tỷ lệ 67% biết đọc biết viết, cao hơn tỷ lệ trung bình toàn quốc là 59,5%: tỷ lệ cho phái nam là 75%, và tỷ lệ cho phái nữ là 58%. Tại Kotma, 15% dân số nhỏ hơn 6 tuổi.